# Anna Melis
Anna Melis (Cagliari, 25 giugno 1974) è una scrittrice italiana.

## Biografia
Dopo aver conseguito la laurea in medicina a Bologna, partecipa al Premio Italo Calvino nel 2012 con Da qui a cent'anni, romanzo che arriva in finale e che poi sarà pubblicato da Frassinelli. Dopo due anni, scrive L'ultimo fiore dell'anima e, nel 2018, Lunissanti. Vive a Bologna, dove insegna scienze.

## Opere

### Romanzi
- Da qui a cent'anni, Milano, Frassinelli, 2012 ISBN 978-88-200-5197-6.
- L'ultimo fiore dell'anima, Milano, Frassinelli, 2014 ISBN 978-88-200-5722-0.
- Lunissanti, Milano, Frassinelli, 2018 ISBN 978-88-93420-41-9.

## Riconoscimenti
- 2012, finalista al Premio Calvino con Da qui a cent'anni.